# Аміна Мохамед
Аміна Чавахир Мохамед Джибріль (сом. Aamina Maxamed Jibriil Aamina Maxamed Jibriil, англ. Amina Mohamed; рід. 5 жовтня 1961 року, Какамега, Британська Кенія) — кенійська юристка, дипломатка і політична діячка. Міністр освіти Кенії з 5 лютого 2018 року. Раніше вона обіймала посаду голови Міжнародної організації з міграції і входила до Генеральної ради Світової організації торгівлі, була помічницею Генерального секретаря і заступницею виконавчого директора Програми ООН з навколишнього середовища. З травня 2013 року по лютий 2018 року вона була міністеркою закордонних справ Кенії, президент Ухуру Кеніата після переобрання перевів її у Міністерство освіти.

## Ранні роки та освіта
Мохамед народилася 5 жовтня 1961 року в Какамезі, Британська Кенія, в родині пастуха і медсестри, обоє батьків — сомалійці. Вона була восьмою дитиною з дев'яти. Її сім'я належить до клану Дулбаханте Харти Дарод і родом з північного автономного держави Хатумо. Дитинство Мохамед пройшло в небагатому будинку в Амалембе, Какамега, більшу частину часу вона проводила, читаючи оповідання про Шерлока Холмса та інші детективи. Пізніше вона захопилася міжнародними відносинами.
Мохамед навчалася у міській початковій школі в Какамеге, а потім — у школі для дівчаток Бутере і Академії нагір'я. Її мати твердо вірила важливість освіти та часто відкладала свої заняття, щоб контролювати навчання доньки. Після закінчення школи Мохамед отримала стипендію для навчання в Україні, в Київському університеті. Вона закінчила факультет міжнародних відносин, отримавши ступінь магістра в галузі міжнародного права. Потім Мохамед закінчила аспірантуру з міжнародних відносин в Оксфордському університеті. Завдяки стипендії Навчального і науково-дослідного інституту ООН вона також пройшла кілька курсів з міжнародного права.

## Кар'єра

### Робота юристом в Кенії
Після закінчення навчання у 1985 році Мохамед влаштувалася юристом в Міністерство місцевого самоврядування Кенії. В її обов'язки входили оцінка проєктів Світового банку та експертиза муніципальних підзаконних актів. З 1986 по 1990 рік Мохамед обіймала посаду радника з правових питань у Міністерстві закордонних справ Кенії, там вона розробляла і обговорювала різні двосторонні міжнародні договори. Серед них була Африканська конвенція про права дитини, а також угоди про двостороннє авіаобслуговування з ОАЕ, Оманом, Іраном та Великою Британією. Мохамед надійшли кілька пропозицій роботи за кордоном, але вона вирішила залишитися вдома через хворобу батька.
З 1990 по 1993 рік Мохамед була юрисконсульткою місії Кенії в головному офісі ООН у Женеві, Швейцарія. Там вона працювала разом з посадовими особами Міжнародної організації праці, Всесвітньої організації охорони здоров'я та Генеральної угоди з тарифів і торгівлі. Вона взяла коротку відпустку, щоб продовжити навчання у Великій Британії, потім повернулася на дипломатичну службу в Женеві. У 1997 році Мохамед приступила до роботи на посаду юридичного радника кенійської делегації в Раді Безпеки ООН.

### Робота в міжнародних організаціях

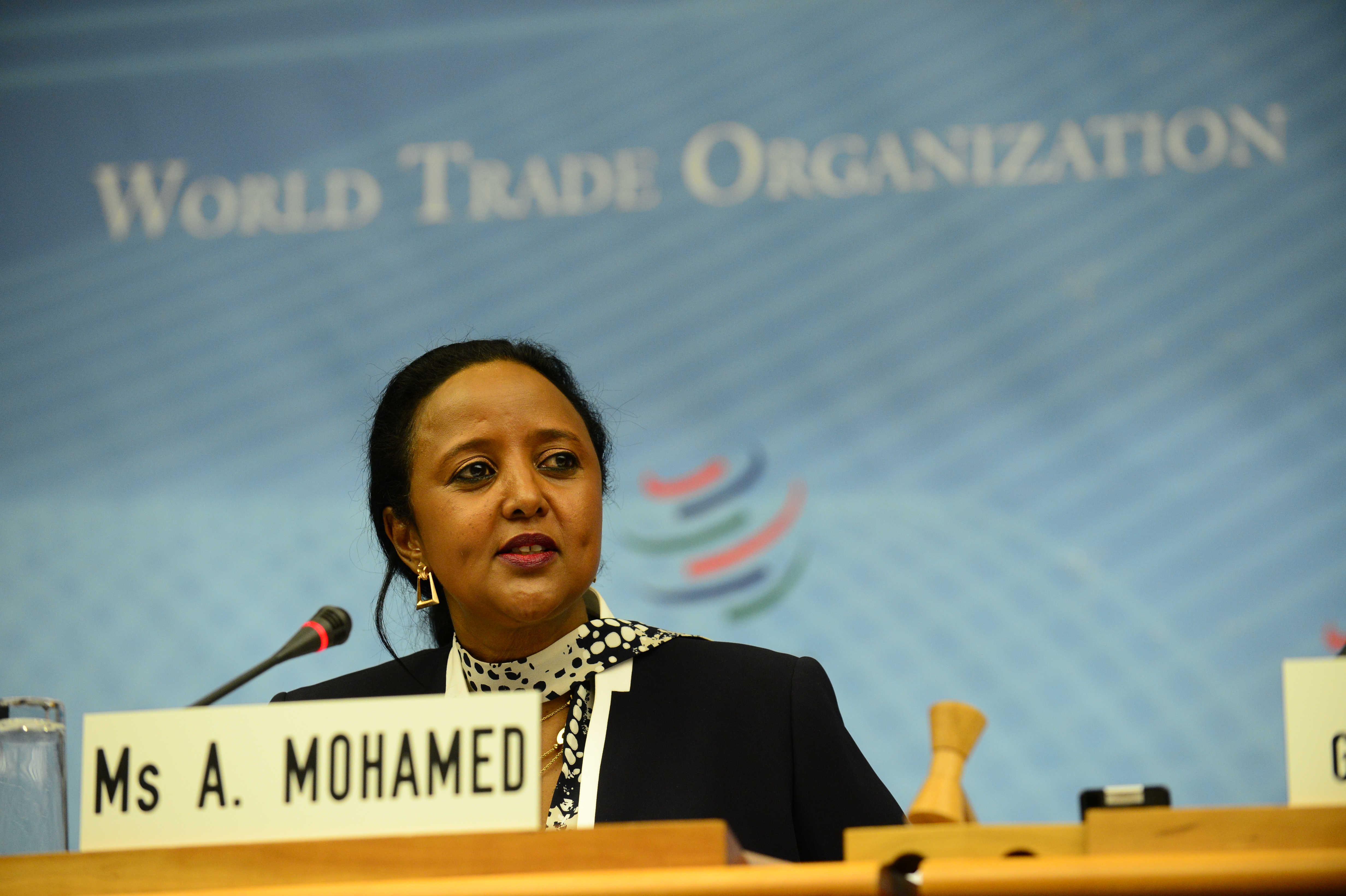
Мохамед на виборах генерального директора СОТ (30 січня 2013)

З 2000 по 2006 рік Мохамед працювала послом і постійним представником дипломатичної місії Кенії в Женеві. Вона також була головою, координатором і прес-секретарем африканської групи в Комісії з прав людини Всесвітньої торгової організації. У 2002 році Мохамед була головою Конференції по роззброєнню і стала першою жінкою-головою Міжнародної організації з міграції. У той час Кенія була єдиною африканською країною у складі організації. Заступаючи на пост, Мохамед погодилася прийняти посаду тільки в тому випадку, якщо організація стане більш відкритою для африканських країн.
У 2003 році вона очолювала Орган з перегляду торговельної політики СОТ, а в 2004 році займала посаду голови Органу з вирішення спорів СОТ. У 2005 році Мохамед стала першою жінкою в Генеральній раді СОТ. З 2001 по 2005 рік вона побувала членом виконавчих рад і комітетів ВОІВ, МОП, ВООЗ, ЮНКТАД, УВКБ оон та ЮНЕЙДС. Вона також очолювала Комітет з питань зміцнення та реструктуризації Департаменту зовнішньої торгівлі та економіки.
З 2008 по 2011 рік вона була постійним секретарем Міністерства юстиції, національної згуртованості та конституційних питань Кенії. На цій посаді В 2010 році вона керувала роботою над новою редакцією Конституції Кенії. У 2010-2011 роках Мохамед була президентом Конференції ООН з транснаціональної злочинності у Відні. У липні 2011 року Мохамед була призначена помічником Генерального секретаря і заступником виконавчого директора Програми ООН з навколишнього середовища.

### Міністр закордонних справ

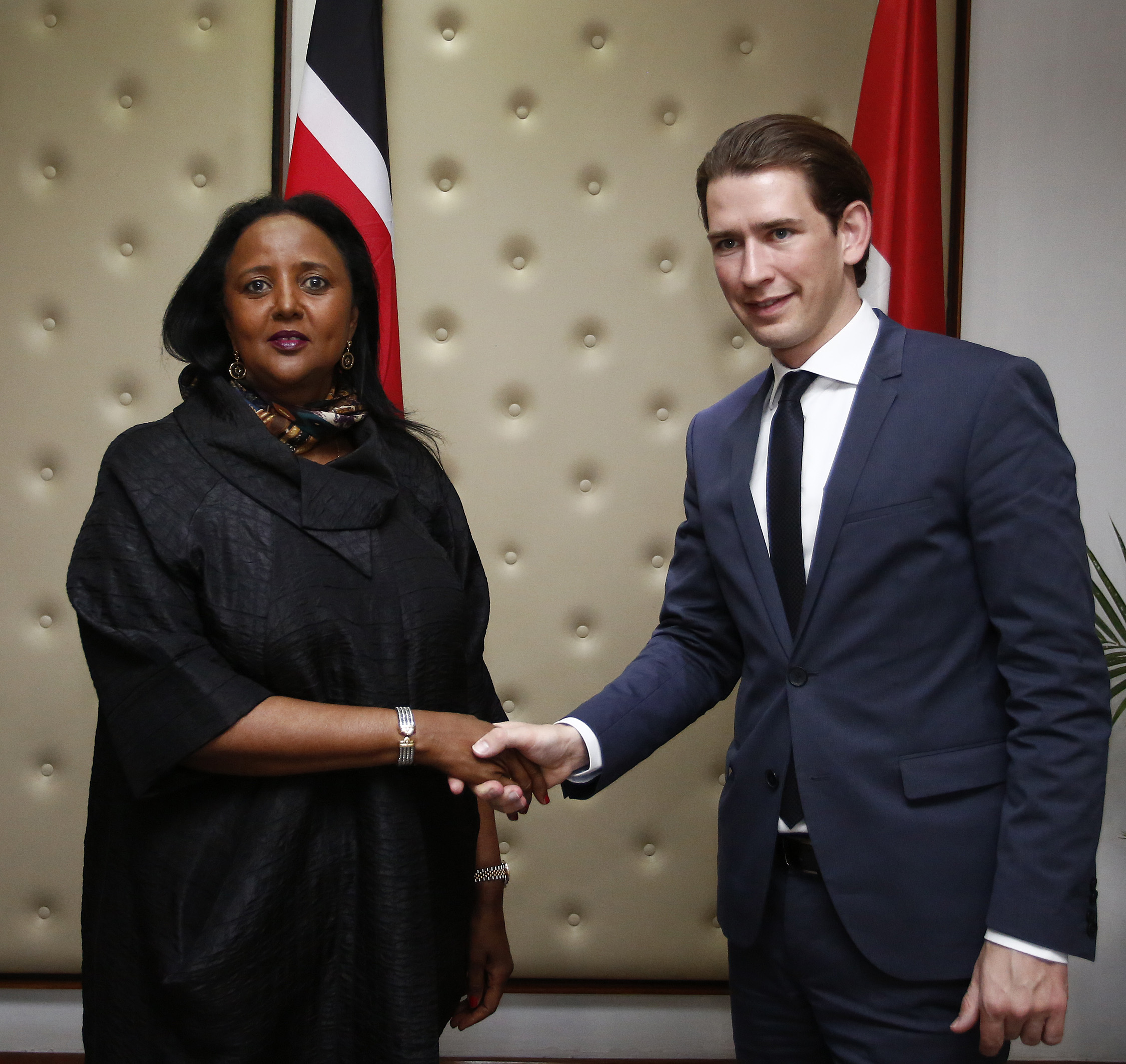
Мохамед на зустрічі з Себастьяном Курцем (жовтень 2016)

23 квітня 2013 року Мохамед була призначена міністром закордонних справ Кенії в новому уряді при президентові Ухуру Кениате. 20 травня 2013 року вона прийняла присягу в резиденції Сагана.
Згідно публікації Business Daily Africa, «жорстка лобістська і агресивна кампанія щодо панафриканізму в Кенії набрала чинності у зв'язку з провалом в Міжнародному кримінальному суді справ проти пана Кеніати і Руто [віце-президент Кенії] почасти завдяки вмілим дипломатичних маневрів пані Мохамед». У тій же публікації повідомлялося, що Мохамед до кінця 2016 року «зазнала серйозної критики за мовчання щодо страждань кенійських затриманих в Ефіопії». Крім того, в грудні 2016 року вона заявила, що Кенія підтримує прагнення Сахарської Арабської Демократичної Республіки до самовизначення та її членство в Африканському союзі», що викликало конфлікт з Марокко та іншими арабськими державами.
У 2017 році президент Кенії Ухуру Кеніата висунув Мохамед на посаду голови Комісії Африканського союзу. Незважаючи на підтримку її кандидатури урядом Кенії, Мохамед поступилася в конкуренції міністру закордонних справ Чада, Мусі Факі. Згодом Уганда спростувала повідомлення про те, що вона не підтримала Мохамеда на виборах голови Комісії Африканського союзу: «Уганда хоче категорично заявити, що наша підтримка кандидатури Аміни до і під час виборів була недвозначною ... Уганда хоче запевнити уряд і народ Кенії, і Аміну зокрема, що ми залишаємося надійним союзником і партнером, враховуючи наші теплі і тісні стосунки і нашу прихильність інтеграції ВАС». The Daily Nation заявила, що Бурунді і Джибуті також, можливо, не підтримали Мохамед, в свою чергу Танзанія заперечувала свою бездіяльність.
В кінці квітня 2017 року вона провела серію зустрічей з офіційними особами США, такими як сенатор Боб Коркер, Томас Шеннон і Констанс Гамільтон. Вона закликала США продовжувати співпрацювати з Кенією на благо обох країн. 9 травня 2017 року в Імператорському палаці вона була удостоєна Ордена Вранішнього сонця від японського уряду за «сприяння економічним зв'язкам між Найробі і Токіо». Вона була єдиною африканкою, особисто була присутня на заході. У той час CNBC написала, що Мохамед «відома як відмінний стратег з перевіреними навичками ведення переговорів і управління». 20 травня 2017 року повідомлялося, що Мохамед зустрілася з міністром закордонних справ Росії Сергієм Лавровим у Пекіні. Вона заявила, що вважає зустріч сигналом до можливого відновлення дружніх відносин між Кенією і Росією.

### Міністр освіти
26 січня 2018 року президент Кеніата призначив Аміну Мухаммед міністром освіти. Вона пообіцяла продовжити реформи, розпочаті її попередником доктором Фредом Матианги. Її наступником у Міністерстві закордонних справ стала її головний секретар посол Моніка Джума. У травні 2018 року Мохамед пригрозила скасуванням реєстрації школам, причетним до порушень у ході проведення державних іспитів. У тому ж місяці вона запропонувала поправку в Закон про університети, яка дозволить призначати членів ради університету президенту країни напряму.

## Оцінки діяльності
Після виборів голови Комісії Африканського союзу Business Daily Africa зазначила Мохамед як хорошого дипломата. На думку видання, виправдання в Міжнародному кримінальному суді (МКС) президента Ухуру Кеніати і віце-президента Вільяму Руто багато в чому стало її заслугою. У свою чергу CNBC високо оцінило Мохамед як стратега і керівника, а також відзначило майстерність у веденні переговорів.
У той же час Мохамед критикували за відсутність реакції на затримання кенійців в Ефіопії в ході розгорілися в країні міжетнічних протистоянь. Противники кандидатури Мохамед на виборах голови Комісії Африканського союзу заявляли, що через неї президент Кеніата намагається розширити свій вплив в Африці, зокрема закликати до масового виходу з-під юрисдикції МКС. Арабські країни на чолі з Марокко незадоволені відкритою підтримкою з боку Мохамед невизнаної САДР.

## Особисте життя
У 2002 році Аміна вийшла заміж за Халіда Ахмеда, також сомалі. Він вільно говорить на декількох мовах, займається підприємництвом, навчався в одному з університетів Ліги плюща. Саме чоловікові, за її словами, вона зобов'язана своїм успіхом. У пари двоє рідних дітей, а також четверо усиновлених. Її дочка, Фирьяль Нур, зустрічається з сином президента Кенії, Мухохо Кеніата.
Мохамед — поліглот, крім рідної сомалійської, вона говорить також англійською, російською та суахілі, на середньому рівні володіє французькою. У вільний час Мохамед любить готувати.